# District de Hojambaz
Le district de Hojambaz est un district du Turkménistan situé dans la province de Lebap. 
Son centre administratif est la ville de Hojambaz.